# Indywidualne Mistrzostwa Szwecji na Żużlu 2015
Indywidualne Mistrzostwa Szwecji na Żużlu 2015 – cykl turniejów żużlowych, mających wyłonić najlepszych żużlowców szwedzkich w sezonie 2015. Tytuł wywalczył Antonio Lindbäck.

## Finał
- Hallstavik, 1 sierpnia 2015

| Msc. | Zawodnik            | Klub                   | Pkt |             | Uwagi                        |
| ---- | ------------------- | ---------------------- | --- | ----------- | ---------------------------- |
| 1    | Antonio Lindbäck    | Indianerna Kumla       | 14  | (2,3,3,3,3) | I m. w finale                |
| 2    | Andreas Jonsson     | Rospiggarna Hallstavik | 14  | (3,3,3,3,2) | II m. w finale               |
| 3    | Peter Ljung         | Elit Vetlanda          | 9   | (1,2,1,2,3) | I m. w barażu, III m. finale |
| 4    | Joonas Kylmäkorpi   | Dackarna Målilla       | 11  | (w,3,2,3,3) | IV m. w finale               |
| 5    | Peter Karlsson      | Smederna Eskilstuna    | 9   | (3,1,3,0,2) | II m. w barażu               |
| 6    | Pontus Aspgren      | Lejonen Gislaved       | 10  | (1,2,3,1,3) | III m. w barażu              |
| 7    | Fredrik Lindgren    | Indianerna Kumla       | 11  | (3,2,2,3,1) | defekt w barażu              |
| 8    | Joel Andersson      | Indianerna Kumla       | 7   | (0,3,1,2,1) |                              |
| 9    | Mikael Max          | Gnistorna Malmö        | 7   | (2,0,2,1,2) |                              |
| 10   | Linus Sundström     | Masarna Avesta         | 7   | (2,2,1,1,1) |                              |
| 11   | Ricky Kling         | Västervik Speedway     | 6   | (3,1,0,2,0) |                              |
| 12   | Tomas H. Jonasson   | Elit Vetlanda          | 6   | (1,1,d,2,2) |                              |
| 13   | Kenny Wennerstam    | Västervik Speedway     | 4   | (1,0,2,1,0) |                              |
| 14   | Jacob Thorssell     | Västervik Speedway     | 3   | (2,1,0,0,0) |                              |
| 15   | Mathias Thörnblom   | Gnistorna Malmö        | 2   | (d,d,1,0,1) |                              |
| 16   | Magnus Karlsson     | Örnarna Mariestad      | 0   | (0,0,0,d,0) |                              |
|      | rez. John Lindman   | Griparna Nyköping      | ns  |             |                              |
|      | rez. Fredrik Engman | Masarna Avesta         | ns  |             |                              |

## Bieg po biegu
1. Kling, Thorssell, Jonasson, M. Karlsson
2. Lidngren, Max, Wennerstam, Kylmäkorpi (w/u)
3. Jonsson, Lindbäck, Aspgren, Thörnblom (d)
4. P. Karlsson, Sundström, Ljung, Andersson
5. Lindbäck, Sundström, Thorssell, Max
6. Jonsson, Ljung, Kling, Wennerstam
7. Andersson, Lindgren, Jonasson, Thörnblom (d)
8. Kylmäkorpi, Aspgren, P. Karlsson, M. Karlsson
9. P. Karlsson, Wennerstam, Thörnblom, Thorssell
10. Aspgren, Max, Andersson, Kling
11. Lindbäck, Kylmäkorpi, Ljung, Jonasson (d)
12. Jonsson, Lindgren, Sundström, M. Karlsson
13. Lindgren, Ljung, Aspgren, Thorssell
14. Kylmäkorpi, Kling, Sundström, Thoernblom
15. Jonsson, Jonasson, Max, P. Karlsson
16. Lindbäck, Andersson, Wennerstam, M. Karlsson (d)
17. Kylmäkorpi, Jonsson, Andersson, Thorssell
18. Lindbäck, P. Karlsson, Lindgren, Kling
19. Aspgren, Jonasson, Sundström, Wennerstam
20. Ljung, Max, Thörnblom, M. Karlsson
21. Baraż (miejsca 4-7, najlepszy do finału): Ljung, P. Karlsson, Aspgren, Lindgren (d)
22. Finał (miejsca 1-3 i najlepszy z barażu): Lindbäck, Jonsson, Ljung, Kylmäkorpi